# قناة عين التعليمية
قناة عين التعليمية هي مجموعة قنوات سعودية تملكها وزارة التعليم بالمملكة العربية السعودية، تقوم بتغطية أخبار وزارة التعليم وفعالياتها، وتقوم ببث الدروس عبر 12 قناة تعليمية، بالإضافة إلى ذلك تمتلك القناة منصة تبث عبر اليوتيوب.
عرب سات تحملت تكاليف الحيز الفضائي لقنوات عين، كما أن المحتوى متوفر من خلال خدمة (دروس) التي تقدمها شركة تطوير.وتم تصنيف القنوات على أساس المرحلة الدراسية، حيث تم تخصيص قناة لكل مرحلة دراسية، بمتوسط خمس ساعات يوميا تعاد مرات عدة يومياً، بحيث يتاح متابعة القناة في حال اختلاف المراحل الدراسية داخل الأسرة.
نشطت قنوات عين التعليمية خلال العمليات العسكرية للتحالف العربي ضد الحوثيين، لتقدم دروس للطلاب المقيمين في المنطقة الجنوبية السعودية، كما ارتفعت نسبة المشاهدة لقنوات عين اثناء جائحة كورونا بعد تعليق الدراسة في السعودية.